# Turnow-Preilack
Turnow-Preilack är en kommun i Landkreis Spree-Neisse i förbundslandet Brandenburg i Tyskland. 
Kommunen bildades den 31 december 2001 genom en sammanslagning av de tidigare kommunerna Preilack och Turnow.
Kommunen ingår i kommunalförbundet Amt Peitz tillsammans med kommunerna Drachhausen, Drehnow, Heinersbrück, Jänschwalde, Peitz, Tauer och Teichland.